# ダイゴ (企業)
株式会社ダイゴ（英: Daigo Co., Ltd.）は、滋賀県近江八幡市に本社を置く、水処理事業・薬局事業を行う企業。薬局は、ヤクゴ薬局（ - やっきょく）の屋号で営業している。
かつては、医薬品・医療機器・医療用検査試薬・介護用品・健康食品・一般用医薬品等の卸売販売を行っていた。

## 概要
水処理事業部
水処理薬品、化学工業薬品、プール用・浄化槽消毒剤などの販売、一般工事・メンテナンスを行う事業部。栗田工業販売特約店。ISO 14001認証取得（2002年9月13日）。
薬局事業部（ヤクゴ薬局）
ヤクゴ薬局という名の調剤薬局を滋賀県各地で営業している。ISO 9001認証取得（2003年3月。日本の調剤薬局としては初）。

## 店舗一覧
※開店順に列記。
- 豊郷店 - 犬上郡豊郷町（1994年8月開局〔開店〕※第1号店）
- 日野店 - 蒲生郡日野町（1995年6月開局）
- 平田店 - 東近江市下羽田町（1996年7月、当時の八日市市に開局）
- 守山店 - 守山市（2000年開店）
- ぶーめらん店 - 近江八幡市中村町（2002年4月開局※本社と同一）
- 北之庄店 - 近江八幡市北之庄町（2004年5月開局）
- 南豊郷店 - 犬上郡豊郷町（2006年2月開局）
- 豊郷フラワー店 - 犬上郡豊郷町（2008年7月開局）

過去の店舗
- 桜宮店 - 近江八幡市桜宮町（2006年8月開局、2008年3月閉局〔閉店〕）

## 沿革・歴史
- 1705年（宝永2年）：初代・薬屋五兵衞が薬品販売業を創始
- 1949年（昭和24年）10月：第9代目の川端五兵衞が医薬品の卸部門を分離し「大五薬品株式会社」を設立（卸販売開始）。
- 1969年（昭和44年）4月：水処理薬品の販売に着手。
- 1976年（昭和51年）11月：株式会社山村商店と合併。
- 1980年（昭和55年）4月：近江薬業株式会社と合併し、「株式会社ダイゴ」に商号変更。
- 1992年（平成4年）2月：株式会社協進に医薬品卸部門（医療・一般薬）を譲渡。
- 1994年（平成6年）8月：保険薬局の「ヤクゴ薬局」第1号店となる豊郷店開局。
- 2005年（平成17年）10月：創業300年。